# Дамба

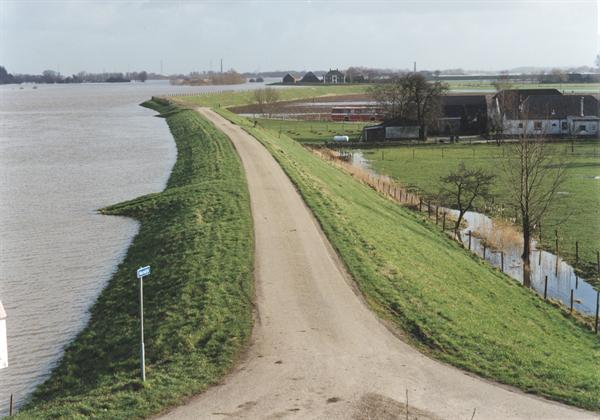

Да́мба (от нидерл. dam) — гидротехническое сооружение, представляющее собой грунтовую насыпь трапецеидального сечения для регулирования водных потоков, иногда для защиты от снежных лавин и т. п. Верхняя часть дамбы может использоваться для дорог и других коммуникаций.

## Краткие сведения
Высота дамбы, предназначенной для железной или шоссейной дороги, должна быть настолько значительна, чтобы дорожное полотно не затоплялось высокой водой, причём полотно возвышается над высокими водами на высоту не менее 1 м. Ширина дамбы по верху определяется установленным размером полотна дороги, а для речных и морских дамб условием устойчивости. Ширина основания дамбы зависит от ширины её гребня, высоты дамбы и допускаемой крутизны откосов, смотря по роду материала. Для возведения железнодорожных и шоссейных дамб предпочитают грунт, не удерживающий в себе воду, песчаный, гравелистый; глина же для этой цели непригодна.
Откосам земляных дамб придают уклон одиночный или полуторный, то есть ширину 1 или 1,5 м на каждый метр высоты. В откосах высоких дамб устраиваются через каждые 2—8 м уступы в виде горизонтальных площадок, так называемые бермы, шириной в 0,5 м, которые увеличивают устойчивость дамб и затрудняют размыв откоса водою. Дамбы насыпаются слоями в 0,25—0,5 м высоты, причём каждый слой утрамбовывается для большего уплотнения земли. Если грунт, употребляемый на насыпку дамбы, неудобен для засевания, то откосы дернуются или покрываются слоем растительной земли толщиною 15—20 см, который засевается травою; речные же дамбы часто засаживаются кустарником ивовой или другой быстрорастущей породы для закрепления поверхности. Откосы дамбы, подверженные напору текучей воды или ударам волн, замащиваются камнем до горизонта высоких вод. Часто также откосы дамбы к стороне воды делаются более пологими сравнительно с противоположным (нагорным) откосом. Для укрепления откосов дамб употребляются также фашины, колья, забитые рядами, плетни из хвороста и т. д. Если дамба строится на болотистой почве, то вода может просачиваться под основанием дамбы и способствовать её разрушению. В таком случае надо предварительно выкопать в болотном грунте ров достаточной глубины и ширины, утрамбовать его глиной и на этом искусственном основании возвести сооружение. При постройке железных дорог в Полесье искусственные основания для дамбы в болотах устраивались из деревянных ростверков. При пересечении дорогами обширных впадин почвы, где сооружение дамбы значительной длины и высоты становится невыгодным, их заменяют виадуками. В недавнее время для увеличения устойчивости речных дамб стали делать ядро насыпи из камня или бетона.

## Виды дамб
Различают дамбы:
- напорные оградительные (ограждающие или защитные дамбы, предназначенные для защиты низменностей в долинах крупных рек и морских побережий от затопления);
- безнапорные (для регулирования русел рек).

По способу построения:
- естественные (поток воды может наносить брёвна или льдины и устраивать затор; бобры сооружают дамбы для создания заводей, в которых обитают);
- рукотворные (созданные людьми).

По материалу дамбы:
- грунтовые (по методу возведения подразделяются на намывные, насыпные и созданные с помощью направленного взрыва);
- каменные;
- из каменной кладки;
- каменно-земляные;
- бетонные;

По срокам, на которые возводятся:
- постоянные;
- временные (например, дамбы из мешков с песком на время наводнений, для отведения водного потока на время проведения строительных работ в русле реки).